# 이소노젠지
이소노젠지(일본어: 磯禅師/礒野禅尼 いそのぜんじ[*], 생몰년 미상)는 헤이안 시대 말기의 여성이다. 시라뵤시이고, 시즈카고젠의 어머니이다.

## 생애
출신지는 야마토국 이소노 (현 나라현 야마토타카다시 이소노) 또는 사누키국 코이소 (현 가가와현 히가시카가와시 코이소)라고도 한다. 자신도 시라뵤시였고, 『키레이몬도(貴嶺問答)』에 의하면 교토 귀족 저택에 시라뵤시 파견 등을 행하고 있었다.
토바 천황의 치세에, 후지와라노 미치노리 (신제이)가 뛰어난 곡을 골라, 이소노젠지에게 하얀 스이칸에 단도를 꽂고, 에보시 차림의 남장으로 춤을 추게 한 것이 "시라뵤시"의 시작이라고 『츠레즈레구사(徒然草)』에 기록 되어 있다. 시즈카고젠에게 시라뵤시를 전했다고 한다 (그러나, 『츠레즈레구사(徒然草)』는 이소노젠지나 시즈카고젠이 살았던 시대인 150년 정도 후에 쓰여진 것이므로 신빙성은 없다).
딸 시즈카는 미나모토노 요시츠네의 사랑을 받아 첩이 되었다. 분지 원년 (1185년), 요시츠네가 형 요리토모와 대립하여 교토를 떠나자, 시즈카는 잡혔고, 이듬해인 분지 2년 (1186년) 3월에 이소노젠지와 시즈카 모녀는 가마쿠라로 보내졌다. 숙소에 가마쿠라의 고케닌들이 제멋대로 몰려와 연회를 베풀었을 때, 이소노젠지는 춤을 추었다고 한다.
시즈카는 가마쿠라에서 요시츠네의 아이를 낳았는데, 아들이라는 이유로 요리토모가 살해할 것을 명령하였다. 시즈카는 울부짖으며 놓지 않았으나, 이소노젠지가 아이를 빼앗아서 아다치 키요츠네에게 건넸고, 아이는 유이가하마에 유기되었다.
이 후, 이소노젠지와 시즈카는 호죠 마사코와 오오히메에게 많은 보물을 주어, 교토로 돌아갔다. 나라현 야마토타카다시 이소노는 이소노젠니의 마을이라고 하며, 시즈카는 이곳에 피신했다고도 전해진다.

## 관련 작품

### 영화
- 시즈카고젠 (1938년, 신흥키네마) - 배우 우메무라 요코 (역할명 : 이소노젠(磯の前))
- 신 헤이케모노카타리 시즈카와 요시츠네 (1956년, 오오에이) - 배우 히가시야마 치에코 (역할명 : 이소노젠니(磯の禅尼))

### TV드라마
- 풀이 불탄다 (1979년, NHK대하드라마) - 배우 사사키 스미에
- 무사시보벤카이 (1986년, NHK) - 배우 이와모토 마스요
- 미나모토노 요시츠네 (1991년, 니혼테레비) - 배우 타니구치 카오리
- 요시츠네 (2005년, NHK대하드라마) - 배우 토코시마 요시코